# 토머스 울지

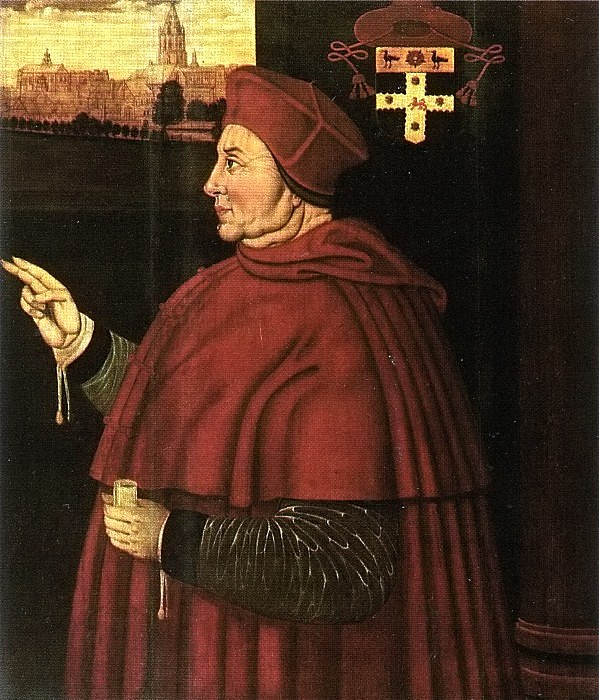
토머스 울지

토머스 울지(영어: Thomas Wolsey, 1475년 3월 - 1530년 11월 28일/11월 29일)는 로마 가톨릭교회의 추기경이자 정치인, 외교관이다. 왕실 개인교사였던 그는 1509년 헨리 8세가 즉위하면서 권력의 핵심으로 등장하게 된다. 정치적 운이 좋았던 그는 곧 모든 업무를 주관하는 막강한 권력을 손에 거머쥐게 된다.
1515년에는 헨리 8세의 첫 번째 총리로서 알맞은 당시 가장 높은 자리였던 대법관까지 겸임하면서 더 많은 특권을 누렸으며, 자주 ‘alter rex(또 다른 왕)’라고까지 불리게 된다. 헨리 8세로부터 두터운 신임을 받았으나 이혼문제가 지지부진하게 진행되자 상황이 악화되었고 반역죄를 뒤집어 쓰고 압송되던중 병사하고 말았다.

## 생애

### 초기
토머스 울지는 잉글랜드 동부에 있는 입스위치 출신으로 로버트 울지와 조안의 아들이었다. 여러 가지 소문 가운데 그의 아버지가 도살자로 일했다는 주장이 있으나 근거가 확실하지 않다. 로버트 울지가 보즈워스 전투의 중요한 희생자로 죽었다는 것이 근거로 지적된다. 로버트는 존경받는 부유한 모직물 상인이었을지도 모르며, 도살자 이야기는 아마도 울지의 품위를 손상시켜 그가 얼마나 높은 지위에 올랐는지를 알리려고 날조한 것으로 보인다.
그는 입스위치 학교와 옥스퍼드 대학의 모들린칼리지에 입학하여 신학을 공부하였다. 1498년 3월 10일, 말보로의 사제로 서품받은 그는 캔터베리 대주교 존 모턴의 개인 사제로 일하다가 칼레의 통치자인 헨리 7세를 만나게 된다. 울지의 재능을 알아본 칼레 부총독 리처드 낸펀의 추천을 받은 헨리 7세는 울지에게 호감을 느끼게 되었다. 헨리 7세가 만나서 판단해 볼 때 울지의 강점은 비천한 배경으로 귀족의 힘을 억제하는데 유리하였다.
헨리 7세는 울지를 궁정 예배당의 사제로 임명하였다. 울지는 리처드 폭스의 서기관의 위치에서 타고난 능력과 헌신 그리고 꾸준한 노력과 힘든 일을 자청해서 하는 점에서 높은 평가를 받았다. 1509년 헨리 7세가 서거한 후 그는 새로운 왕의 눈에 띄었다. 토머스 울지가 비천한 출신에서 두드러지게 출세할 수 있었던 원동력은 그의 높은 지성과 조직 운영 능력, 그의 극도로 부지런한 천성과 왕과 화합하여 정력적으로 원하는 바를 성취하는 야심 덕분으로 보인다.
그의 승진은 새로운 군주 헨리 8세의 즉위와 들어맞았는데, 그의 정책과 외교적 사고방식은 부왕인 헨리 7세와 성격이 달랐다. 울지가 출세할 수 있었던 요인은 헨리가 그의 치세 초반기 동안 꼼꼼한 사소한 일까지 흥미를 보이지 않았기 때문이다. 헨리 7세의 개인적 통치 아래에서 울지는 신용과 책무를 그리 많이 얻지는 않은 듯 보인다. 헨리 7세는 ‘왕실 정부’로 알려진 체계 아래 자신이 직접 나라의 모든 방향을 직접 관리하였으며, 특히 재정에 관해서는 꼼꼼하게 관리하였다. 헨리 8세는 자기 형 아서 튜더가 죽을 때까지 12살이 되도록 웨일스 공이 되지 못하였다.
그 때문에 왕좌에 오른 그는 경제 문제와 국내 정세를 혼자서 처리하기에는 부족함이 많다는 것을 인정하면서 과거 자신에게 정치를 가르쳤던 가정교사인 울지를 기용하는 데 만족하였다. 1509년, 헨리 8세에 의해 구호금 분배 관리관의 지위에 임명된 울지는 36살이라는 젊은 나이에 추밀원의 좌석에 앉으면서 헨리와의 관계가 성립되어 그의 윤곽이 떠올랐다.

### 다른 고문들
헨리 8세의 첫 번째 고문들은 부왕으로부터 물려받은 폭스 주교와 캔터베리 대주교 윌리엄 워햄으로 신중하고 보수적인 성향이었던 그들은 헨리 8세에게 부왕처럼 신중한 통치자가 될 것을 조언하였다. 헨리는 이내 자신의 마음에 드는 관점과 성향이 있는 사람들로 추밀원을 새로 채우기 시작했다. 1511년까지 울지는 단호하게 전쟁을 반대하였다. 그러나 헨리 8세가 프랑스 침공에 대한 열의를 표명하자 그의 태도에 순응함으로써 기회를 만들 수 있었다. 그는 자신의 관점을 실용적으로 바꾸었다. 심지어 전쟁에 찬동하며 추밀원을 설득하는 연설을 하였다. 프랑스 전쟁에 대한 열의를 공유하지 않았던 워햄과 폭스는 힘을 잃었고 울지는 능란하게 그들의 행로를 가로막았다.
1515년 울지가 지도한 압력을 받은 워햄은 대법관직을 사임했으며, 헨리는 그 자리에 울지를 대신 앉혔다. 울지는 신중하게 다른 고문들의 영향력을 파괴하거나 중립화하도록 노력하였다. 1521년에 그는 지긋지긋한 버킹엄 공작 에드워드 스태퍼드를 제거하였으며 1537년에는 헨리의 친구인 윌리엄 컴프턴과 헨리의 전 애인 앤 스태퍼드를 간통죄로 교회 재판에 기소하였다. 서퍽 공작 찰스 브랜든의 경우, 울지는 그의 호의를 얻으려고 헨리의 누이인 메리(프랑스의 미망인 왕비)와 은밀히 결혼한 공작의 행동을 불쾌하게 여긴 헨리에게 두 사람을 용서하라고 충고하였다.

### 교회
세속에서 울지의 권력이 올라가면서 그에 수반하여 종교적 책무도 늘어갔다. 그는 1511년에 버크셔 주 윈저의 수도참사회원이 된 날과 같은 날에 추밀원의 의원이 되었다. 1514년에는 링컨의 주교 겸용 요크의 대주교로 승진하였으며, 1515년에는 교황 레오 10세에 의해 추기경으로 임용되었다.
당시 그가 근무한 요크 대주교의 런던 관저에는 상시 500명의 수하가 있었으며, 런던 서부 햄프턴에 있는 개인 저택인 햄프턴 궁전에는 보좌 역할을 하는 전속 사제만 16명에 전체 하인은 약 400명에 달했다고 한다. 재력과 권력을 동시에 손에 넣은 그의 주변에는 아첨하고자 몰려든 수많은 귀족과 고관들로 항상 붐비었다고 한다. 한편으로 그는 궁핍한 백성을 대상으로 무료로 법률상담을 해주었으며, 이 때문에 런던의 법률사무소들은 한결같이 벌이가 시원찮았다는 일화도 전해지고 있다.

### 프랑스와의 전쟁

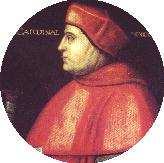
울지 추기경의 1520년 초상화, 국립 초상화 미술관, 런던.

1512년 ~ 1514년 동안 프랑스와 부딪친 전쟁은 울지에게 있어 외교 무대에서 그의 수완을 증명해 준 좋은 기회였다. 1511년 프랑스에 위협을 느끼기 시작한 교황 율리오 2세에게 도움을 요청받음으로써 전쟁을 정당화할 수 있는 명분이 생겼다. 잉글랜드는 신성 로마 제국의 막시밀리안 1세와 아라곤의 페르난도 2세와 겉보기에는 강건한 제휴를 맺어 동맹이 형성되었다.
부분적으로 페르난도와의 신뢰할 수 없는 동맹을 통하여 프랑스에 대항한 첫 번째 종군은 성공하지 못했다. 울지는 종군의 착오를 깨달았지만, 1513년 교황의 지원과 함께 프랑스를 공격하라는 명령을 내려 프랑스 도시 두 개를 획득하는 데 성공하여 프랑스인들을 몰아내었다.
전쟁이 끝날 때까지 보충과 장비로 더 많은 대군을 유지하는 데 성공한 요인은 울지의 능력 덕분이었다. 또한, 울지는 1514년 영불 조약을 협정하는 데 중요한 역할을 하였으며, 그 덕분에 두 나라 사이에 일시적인 평화가 찾아왔다. 이 조약을 통해 프랑스의 루이 12세는 헨리 8세의 젊은 누이 메리 튜더와 결혼하였다. 게다가 잉글랜드는 투르네와 쟁탈한 도시들을 그대로 소유할 수 있었다. 그리고 해마다 프랑스로부터 연금을 지불받았다. 동시에 유럽 대륙 군주들의 전복은 잉글랜드의 영향력을 감소시키는 데 위협적이었다. 1514년 프랑스와의 평화는 울지와 헨리 8세를 위한 진실한 업적이었다.
루이 12세와 헨리의 누이 메리가 결혼함으로써 동맹 상태가 영원할 것만 같았으나, 겨우 3개월 만에 루이 12세가 서거하였다. 그의 후계자로 헨리 8세에 필적할 만큼 야심가였던 데다가 잉글랜드와의 동맹을 지속시킬 생각이 없었던 프랑수아 1세가 즉위하면서 긴장 상태가 찾아왔다. 메리는 헨리와 약속하여 만일 루이 12세가 죽으면 그때는 자신이 원하는 상대와 결혼해도 좋다는 허락을 받아냈다. 루이의 죽음 후, 그녀는 서포크 공작 찰스 브랜든과 결혼하여 또 다른 혼인 동맹은 하지 못하게 되었다. 이후 울지는 프랑스에 대비하고자 스페인과 신성 로마 제국과의 동맹을 제안하였다.

### 교황 특사
1516년 헨리의 장인이자 잉글랜드의 굳건한 동맹자인 스페인 국왕 페르난도의 죽음은 예상보다 큰 타격이었다. 그는 즉시 프랑스와 함께 평화를 제안했던 카를 5세로 대체하였다. 1519년에 막시밀리안 황제가 서거하면서 그 후계자로 카를 5세가 선출되었다. 따라서 잉글랜드의 힘은 대륙에서 상당히 제한받았다. 그러나 울지는 다른 수단을 이용하여 잉글랜드의 힘을 주장할 수 있었다. 1517년 교황 레오 10세는 오스만 제국의 술탄 셀림 1세를 상대로 전쟁을 일으키기 위해 십자군 운동을 일으키고자 하였다. 1518년 교황특사가 된 울지는 교황을 위해 런던 조약을 조직하여 합법화하였다.
1518년 런던 조약은 유럽의 중재인으로서의 울지를 보여준 것으로, 20개국을 포함한 광범위한 평화 정상회담을 조직하였다. 이 덕분에 잉글랜드는 고립에서 벗어나 유럽 외교의 맨 앞에 등장하여 바람직한 동맹국으로 다시 태어났다. 이는 이틀 후에 맺은 영불 조약으로도 잘 알 수 있다. 반어적으로 이 평화조약은 부분적으로는 프랑스와 스페인의 대립을 가져왔다. 1519년 카를이 신성 로마 제국의 황제 자리에 올랐을 때, 프랑스의 프랑수아 1세는 노발대발하였다. 그는 자신이 황제로 선출되려고 선제후들에게 뇌물을 주고자 막대한 돈을 투자하였다. 그는 이처럼 합스부르크와 발루아의 충돌을 정당성을 증명할 이유로 런던 조약을 이용하였다. 울지는 두 강대국 사이의 중재자로서 등장하였으며, 양쪽 다 잉글랜드의 지원을 받으며 경쟁하였다.

### 금란의 들판
그의 또다른 외교적 공적은 금란의 들판(1520)이다. 그는 프랑스 국왕 프랑수아와 헨리 8세 사이에 5천 명의 수행원을 동반한 웅장한 모임을 계획하였다. 이것은 왕이 평화적인 교섭의 문을 열어가기를 원했던 것처럼 보이긴 했지만, 또한 그 전에 나머지 유럽에 잉글랜드 사람들의 부유함과 힘을 아낌없이 과시할 호기이기도 하였다. 잉글랜드의 충성을 노리고 프랑스와 스페인 두 나라가 경쟁을 벌이면서, 울지는 자신의 정책에 더 알맞은 동맹국을 선택할 수 있었다. 울지는 잉글랜드의 경제가 주로 옷감 무역 산업 벌이에서 흔히 손실을 겪곤 하였기 때문에 카를을 선택하였으며, 프랑스는 그 대신에 네덜란드를 선택하였다.

### 스페인과의 연합
대부분이 울지의 활약상으로 여겼던 1528년의 런던 조약은 1년 만에 무용지물이 되어버렸다. 울지는 프랑스와의 충돌에 대비하여 1518년의 영-불 조약을 무시한 채 1520년 카를 5세와 동맹을 맺었다. 울지와 로마의 관계 또한 상극이었다. 그는 교황직과 유대 관계였음에도 불구하고 순전한 헨리의 종이었다. 런던 조약은 교황 레오가 바랐던 유럽의 평화를 목적으로 공들여 만든 것이었지만, 로마에서는 교황의 일부 비난을 도용하고 잉글랜드가 유럽을 좌우하려는 허영적인 시도를 하는 것으로 비쳤다. 게다가 울지의 평화 주도는 성지로의 십자군 파병을 방해하였으며, 그것은 유럽의 평화를 몹시 바랐던 교황청을 자극하였다.
런던 조약에서 교황을 대표하였던 로렌초 캄페지오 추기경은 해협을 횡단하여 런던의 축제에 참가하는 것을 허가받기 전에 칼레에서 오랫동안 원조를 받으며 기다렸다. 이에 대여 울지가 로마에서의 자신의 자주성을 주장했던 것으로 보인다. 대립 가설은 울지가 로마에 애정을 보여 그의 유산이 용인될 때까지 캄페지오가 원조를 받으며 기다렸다는 것이다.
1522년 ~ 1523년의 전쟁에서 잉글랜드는 최소의 이익만을 얻기는 했지만 카를이 프랑스를 쳐부수는 데 어느 정도 공헌하였으며, 특히 1525년 파비아 전투에서 카를의 군사는 프랑스 왕 프랑수아 1세를 사로잡았다. 헨리는 잉글랜드 왕들이 오랫동안 애타게 바라며 권리를 주장했던 프랑스 왕위를 자신이 빼앗을 절호의 기회라고 생각했다. 1525년 카를이 동맹국으로서 잉글랜드를 버린 후, 울지는 프랑스와 교섭하기 시작했으며, 프랑수아가 포로였던 동안 프랑스를 다스렸던 그의 모후 사보이의 루이즈와 모어 조약을 체결하였다.
잉글랜드와 로마 사이의 친밀감은 1526년 코냑 동맹의 공식화에서 볼 수 있다. 잉글랜드는 동맹의 일원이 아니었지만, 교황의 지지와 함께 울지에 의해 동맹의 축으로 편입되었다. 울지의 계획은 프랑스와 몇몇 이탈리아 도시국가 간 동맹으로 구성된 코냑 동맹으로 카를의 캉브레 동맹에 도전하는 것이었다. 이를 주도하는 것이 로마에 대한 충성 행위와 커가는 카를 5세가 유럽 위에 군림하는 것에 대한 해답이었다.
1529년 카를이 프랑스와 화해함으로써 이러한 정책에 대한 결정적이 타격이 찾아왔다. 동시에 프랑스는 스코틀랜드와 올드 동맹의 신의를 유지했으며, 잉글랜드의 국경에서 교전을 고무하였다. 프랑스와 황제 간의 평화와 더불어 1527년 5월6일 신성로마제국 군대에 의해 자행된 로마 약탈로 인해 교황 클레멘스 7세는 카를 5세에게 완전히 항복을 하고 말았다. 그 결과 카를 5세의 숙모 캐서린과의 혼인 무효를 확정받고자 하는 헨리 8세의 작은 희망은 사라지게 되었다.

### 몰락
울지 추기경은 적이 많았음에도 불구하고 그동안 헨리 8세의 신임은 두터웠다. 그러나 헨리 8세의 이혼문제에 큰 진전이 없자 상황이 악화되어 갔다. 헨리와 캐서린 사이에 태어난 아이 가운데 유년 시절을 보낸 아들은 없었으며, 이는 장차 후계자를 둘러싼 권력 투쟁으로 발전할 소지가 있었다. 더군다나 당시 사람들의 머릿속에는 아직도 장미 전쟁(1455-1485)의 잔흔이 여전히 남아 있었다. 깊은 검토 끝에 외동딸 메리는 왕위에 올라 튜더 왕가를 이어받을 권한이 없는 것으로 결정되었는데, 이는 잉글랜드가 일반적으로 여왕의 즉위를 받아들이지 않기 때문이였다. 과거 헨리 1세의 딸 마틸다(생몰 1102-1167)의 즉위를 둘러싸고 내란이 벌어진 끝에 여왕즉위에 실패한 역사가 있었다.
헨리는 캐서린이 건강한 사내아이를 낳지 못하는 이유가 그녀가 자신의 형 아서 튜더의 미망인이었기 때문이라고 생각하였다. 또한 그는 자신의 행동을 합리화하기 위해 성경을 찾아보았고 결국 형의 부인이었던 캐서린과의 결혼은 근친상간이라고 확신하며 캐서린과의 결혼을 저주하였다. 레위기 20장 21절에 근친상간에 대해 신이 저주하는 대목이 나온다. (레위기 20:21 누구든지 그의 형제의 아내를 데리고 살면 더러운 일이라 그가 그의 형제의 하체를 범함이니 그들에게 자식이 없으리라.)
또한, 그는 첫 번째 남편인 아서와 결혼한 후에도 처녀였다는 캐서린의 주장을 믿고 내린 로마 교황의 혼인무효 관면은 무효라고 생각했다. 캐서린의 주장을 믿을 수 없었던 헨리는 혼인을 무효로 선언한 교황의 관면의 유효성에 대해 논쟁하였다. 아들을 갖고 싶다는 결심과 보기에 앞으로도 캐서린은 아들을 낳지 못할 것이라는 회의가 헨리에게 동기를 부여하였다. 캐서린은 1519년 이후 더는 임신하지 못하였고, 그에 따라 헨리는 1527년 혼인 무효 소송을 진행하기 시작했다.
하지만, 캐서린은 헨리 8세와 결혼하기 전까지 처녀였다고 주장했다. 캐서린은 혼인 무효 선언으로 인해 그녀의 이전 신분인 웨일스 공의 미망인으로 돌아가는 것을 완강히 거부했다. 이혼을 할 경우에 자신이 낳은 자식들중 유일하게 성장한 메리가 공주의 신분이 박탈되고 사생아가 될것이며 이후 신변안전에도 문제가 생길것이기 때문이였다. 헨리 8세가 제기한 혼인 무효 신청은 국제적인 외교 문제가 되었다. 캐서린의 조카인 신성 로마 제국 황제 카를 5세는 교황이 혼인 무효 선언을 하지 못하도록 협박하였다. 1526년에 교황 클레멘스 7세는 황제를 상대로 코냑동맹전쟁을 일으켰다가 대패한후 산탄젤로성로 피신하여 자진하여 유폐생활을 하고 있는 상황이였다. 코냑동맹전쟁중인 1527년 5월6일에 발생한 로마약탈로 인해 황제의 포로신세로 전락하여 카를 5세의 눈치만 보고 있었다. 이런 상황에서 교황은 헨리 8세의 이혼을 허락할수는 없었다.
헨리 8세로부터 특사로 임명받은 윌리엄 나이트가 1527년 9월 이탈리아로 비밀리에 파견되었다. 윌리엄 나이트는 그해 12월 중순에 교황을 알현하여 헨리 8세의 뜻을 전달하였으나 교황은 헨리 8세와 캐서린의 결혼에는 문제가 없다는 답변만 되풀이 하였다. 1527년 초반까지만 해도 울지는 스페인과 외교적 마찰을 고려하여 이혼에 기본적으로 반대를 하였다. 그러나 왕의 지시로 1527년 7월에 프랑스를 방문하여 프랑수아 1세에게 이혼에 대해 지지해줄것을 요청하였으나 별반 소득없이 귀국할수 밖에 없었다. 헨리 8세는 1528년 1월 22일에 다시 폭스와 스티브를 특사로 임명하여 이탈리아로 파송하였다. 3월경에 이들은 교황을 알현하였으나 역시 별반 큰 소득없이 귀국하였다.

## 말년
이에 화가 난 헨리와 앤은 울지의 충성심까지 의심하기 시작하였다. 1529년에 헨리가 자신의 런던 안 주요 거주지를 웨스트민스터 궁전으로 바꾸면서 울지는 요크 궁전의 장대하게 넓은 대저택을 포함하여 자신의 정치 관저와 토지를 빼앗겼다. 또한 울지는 요크 대주교 직함을 제외한 모든 공직에서 해임되었다. 그는 난생 처음으로 자신의 교구가 있는 요크셔로 여행을 떠나 요크셔 북부의 커우드에 도착하였다. 그러나 그곳에서 그는 노섬벌랜드 백작에 의해 반역죄로 고발당하였다.
큰 곤궁에 처한 그는 자신의 개인 사제인 에드먼드 보너와 함께 런던으로 압송당하였다. 건강이 나빠진 울지는 1530년 11월 29일 레스터에서 호송 도중에 죽었다. 그때 그의 나이 55살이었다. 당시 울지는 “만일 내가 세속에 소요했던 시간만큼만 하느님을 섬겼더라면, 내가 이렇게 늙은 후에 하느님께서 나를 버리시는 일은 없었을텐데….”라고 하며 깊이 후회했다고 한다. 이는 곧 그가 헨리 8세를 위해 얼마나 노력했는지를 여실히 보여주는 말이라고 할 수 있을 것이다.

## 참고 자료
- 서양근대 인물열전
- 인물 세계사
- Six wives of Henny VIII (Alison Weir)